# Лавриков, Юрий Александрович
Ю́рий Алекса́ндрович Ла́вриков (1927—1991) — советский учёный-экономист и организатор науки, доктор экономических наук, профессор. Заслуженный деятель науки РСФСР (1987). Ректор Ленинградского финансово-экономического института имени Н. А. Вознесенского (1966—1991).

## Биография
Родился 27 апреля 1927 года в городе Ленинграде в семье служащего.
С 1941 года после окончания семи классов Ленинградской средней школы по специальному набору поступил в Ленинградскую военно-морскую специальную школу. С 1943 года в период Великой Отечественной войны (в возрасте шестнадцати лет) Ю. А. Лавриков начал свою трудовую деятельность в должности электрика мастерских на Ленинградском Балтийском заводе. Без отрыва от производства получил в 1944 году среднее образование, заочно окончив ленинградскую среднюю школу. С 1944 по 1948 годы служил в рядах Красной армии, службу нёс в составе частей Западного фронта.
С 1948 по 1952 годы обучался в Ленинградском юридическом институте имени М. И. Калинина, по окончании которого получил специализацию — «финансы и право». С 1952 по 1956 годы обучался в аспирантуре на кафедре политической экономии
Ленинградского государственного педагогического института имени А. И. Герцена. В 1956 году Ю. А. Лавриков защитил кандидатскую диссертацию на соискание учёной степени кандидата экономических наук.
С 1956 года — преподаватель Ленинградского государственного педагогического института имени А. И. Герцена и Ленинградской высшей партийной школы, одновременно с педагогической деятельностью, выдвигался и по партийной линии: с 1956 по 1959 годы был назначен лектором-экономистом, а затем — заместителем и заведующим идеологическим отделом Ленинградского городского комитета КПСС. С 1959 по 1966 годы, в течение семи лет, Ю. А. Лавриков работал секретарём Ленинградского городского комитета КПСС.
В течение двадцати пяти лет (1966—1991) Ю. А. Лавриков был ректором Ленинградского финансово-экономического института имени Н. А. Вознесенского. В 1969 году ему было присвоено учёное звание доцента, в 1970 году — профессора. В 1983 году был избран почётным профессором Университета Сантьяго-де-Куба, в 1984 году — почётным доктором Вроцлавского экономического университета. Ю. А. Лавриков — автор более ста научных работ по вопросам управления и экономики промышленного производства, в том числе — 2 учебника, 6 монографий и 4 учебных пособия.
Помимо научно-педагогической деятельностью, Ю. А. Лавриков занимался и общественной работой: являлся председателем Ленинградского филиала научного совета Академии наук СССР, председателем Совета по экономическим наукам Министерства высших учебных заведений РСФСР, председателем Секции экономических методов управления Ленинградского областного комитета КПСС, председателем специализированного совета по защите докторских диссертаций, академиком Международного института регулирования финансов, научным руководителем целевой комплексной программы совершенствования экономического образования в СССР при Министерстве высших учебных заведений РСФСР.
9 июля 1987 года «за достижения в научной деятельности» Ю. А. Лаврикову было присвоено почётное звание — Заслуженный деятель науки РСФСР.
Скончался 27 мая 1991 года, похоронен на Красненьком кладбище в городе Ленинграде.
Сын — Андрей Юрьевич Лавриков (1958—1976), сыграл роль Андрей Шарова в фильме Д.Асановой «Ключ без права передачи».

## Награды
- Два Ордена Трудового Красного Знамени
- Два Ордена Знак Почёта

### Звания
- Заслуженный деятель науки РСФСР (9.07.1987[3])